# Nemzeti bajnokság I
Nemzeti bajnokság I (v překladu „Národní mistrovství I“, od roku 2025 sponzorským názvem Fizz liga) je nejvyšší maďarská fotbalová ligová soutěž, založená roku 1901. V sezóně 2025/26 se jí účastní 12 týmů, z toho 3 z Budapešti.
Historicky nejvíce mistrovských titulů soutěže získal pešťský klub Ferencváros (dosud 36), který je k roku 2025 také úřadujícím mistrem. Více než 10 titulů mají na kontě ještě týmy MTK, Újpest a Honvéd (všechny také z Budapešti).

## Nejlepší kluby v historii - podle počtu titulů
| Vítězové nejvyšší ligové soutěže |        | |
| Klub                             | Tituly | Vítězné ročníky |
| Ferencvárosi TC                  | 36     | 1903, 1905, 1908/09, 1909/10, 1910/11, 1911/12, 1912/13, 1925/26, 1926/27, 1927/28, 1931/32, 1933/34, 1937/38, 1939/40, 1940/41, 1948/49, 1962/63, 1964, 1967, 1975/76, 1980/81, 1991/92, 1994/95, 1995/1996, 2000/01, 2003/04, 2015/16, 2018/19, 2019/20, 2020/21, 2021/22, 2022/23, 2023/24, 2024/25 |
| MTK Budapešť                     | 23     | 1904, 1907/08, 1913/14, 1916/17, 1917/18, 1918/19, 1919/20, 1920/21, 1921/22, 1922/23, 1923/24, 1924/25, 1928/29, 1935/36, 1936/37, 1951, 1953, 1957/58, 1986/87, 1996/97, 1998/99, 2002/03, 2007/08                                                                                                   |
| Újpest FC                        | 20     | 1929/30, 1930/31, 1932/33, 1934/35, 1938/39, 1945, 1945/46, 1946/47, 1959/60, 1969, 1970, 1970/71, 1971/72, 1972/73, 1973/74, 1974/75, 1977/78, 1978/79, 1989/90, 1997/98 |
| Budapešť Honvéd FC               | 14     | 1949/50, 1950, 1952, 1954, 1955, 1979/80, 1983/84, 1984/85, 1985/86, 1987/88, 1988/89, 1990/91, 1992/93, 2016/17 |
| Debreceni VSC                    | 7      | 2004/05, 2005/06, 2006/07, 2008/09, 2009/10, 2011/12, 2013/14 |
| Vasas SC                         | 6      | 1957, 1960/61, 1961/62, 1965, 1966, 1976/77 |
| Győri ETO FC *                   | 4      | 1963, 1981/82, 1982/83, 2012/13 |
| Csepel SC                        | 4      | 1941/42, 1942/43, 1947/48, 1958/59 |
| Fehérvár FC                      | 3      | 2010/11, 2014/15, 2017/18 |
| Budapešť TC                      | 2      | 1901, 1902 |
| Dunakanyar-Vác FC                | 1      | 1993/94 |
| Nagyváradi AC ‡                  | 1      | 1943/44 |
| Dunaújváros FC                   | 1      | 1999/00 |
| Zalaegerszegi TE                 | 1      | 2001/02 |

Poznámka:
- † Rozpuštěn před druhou světovou válkou
- ‡ Tým Oradea, se nyní nachází v Rumunsku
- * Zahrnuje Rába Vasas ETO Győr, Győri Vasas ETO

## Mistři
- 1901: Budapešť TC (1. titul)
- 1902: Budapešť TC (2)
- 1903: Ferencvárosi TC (1)
- 1904: MTK Budapešť (1)
- 1905: Ferencvárosi TC (2)
- 1906/07: Ferencvárosi TC (3)
- 1907/08: MTK Budapešť (2)
- 1908/09: Ferencvárosi TC (4)
- 1909/10: Ferencvárosi TC (5)
- 1910/11: Ferencvárosi TC (6)
- 1911/12: Ferencvárosi TC (7)
- 1912/13: Ferencvárosi TC (8)
- 1913/14: MTK Budapešť (3)
- 1914–1915: se nehrálo
- 1916/17: MTK Budapešť (4)
- 1917/18: MTK Budapešť (5)
- 1918/19: MTK Budapešť (6)
- 1919/20: MTK Budapešť (7)
- 1920/21: MTK Budapešť (8)
- 1921/22: MTK Budapešť (9)
- 1922/23: MTK Budapešť (10)
- 1923/24: MTK Budapešť (11)
- 1924/25: MTK Budapešť (12)
- 1925/26: Ferencvárosi TC (9)
- 1926/27: Ferencvárosi TC (10)
- 1927/28: Ferencvárosi TC (11)
- 1928/29: MTK Budapešť (13)
- 1929/30: Újpest FC (1)
- 1930/31: Újpest FC (2)
- 1931/32: Ferencvárosi TC (12)
- 1932/33: Újpest FC (3)
- 1933/34: Ferencvárosi TC (13)
- 1934/35: Újpest FC (4)
- 1935/36: MTK Budapešť (14)
- 1936/37: MTK Budapešť (15)
- 1937/38: Ferencvárosi TC (14)
- 1938/39: Újpest FC (5)
- 1939/40: Ferencvárosi TC (15)
- 1940/41: Ferencvárosi TC (16)
- 1941/42: Csepel SC (1)
- 1942/43: Csepel SC (2)
- 1943/44: Nagyváradi AC (1)
- 1945: Újpest FC (6)
- 1945/46: Újpest FC (7)
- 1946/47: Újpest FC (8)
- 1947/48: Csepel SC (3)
- 1948/49: Ferencvárosi TC (17)
- 1949/50: Budapešť Honvéd FC (1)
- 1950: Budapešť Honvéd FC (2)
- 1951: MTK Budapešť (16)
- 1952: Budapešť Honvéd FC (3)
- 1953: MTK Budapešť (17)
- 1954: Budapešť Honvéd FC (4)
- 1955: Budapešť Honvéd FC (5)
- 1956: se nehrálo
- 1957: Vasas SC (1)
- 1957/58: MTK Budapešť (18)
- 1958/59: Csepel SC (4)
- 1959/60: Újpest FC (9)
- 1960/61: Vasas SC (2)
- 1961/62: Vasas SC (3)
- 1962/63: Ferencvárosi TC (18)
- 1963: Győri ETO FC (1)
- 1964: Ferencvárosi TC (19)
- 1965: Vasas SC (4)
- 1966: Vasas SC (5)
- 1967: Ferencvárosi TC (20)
- 1968: Ferencvárosi TC (21)
- 1969: Újpest FC (10)
- 1970: Újpest FC (11)
- 1970/71: Újpest FC (12)
- 1971/72: Újpest FC (13)
- 1972/73: Újpest FC (14)
- 1973/74: Újpest FC (15)
- 1974/75: Újpest FC (16)
- 1975/76: Ferencvárosi TC (22)
- 1976/77: Vasas SC (6)
- 1977/78: Újpest FC (17)
- 1978/79: Újpest FC (18)
- 1979/80: Budapešť Honvéd FC (6)
- 1980/81: Ferencvárosi TC (23)
- 1981/82: Győri ETO FC (2)
- 1982/83: Győri ETO FC (3)
- 1983/84: Budapešť Honvéd FC (7)
- 1984/85: Budapešť Honvéd FC (8)
- 1985/86: Budapešť Honvéd FC (9)
- 1986/87: MTK Budapešť (19)
- 1987/88: Budapešť Honvéd FC (10)
- 1988/89: Budapešť Honvéd FC (11)
- 1989/90: Újpest FC (19)
- 1990/91: Budapešť Honvéd FC (12)
- 1991/92: Ferencvárosi TC (24)
- 1992/93: Budapešť Honvéd FC (13)
- 1993/94: Dunakanyar-Vác FC (1)
- 1994/95: Ferencvárosi TC (25)
- 1995/96: Ferencvárosi TC (26)
- 1996/97: MTK Budapešť (20)
- 1997/98: Újpest FC (20)
- 1998/99: MTK Budapešť (21)
- 1999/00: Dunaújváros FC (1)
- 2000/01: Ferencvárosi TC (27)
- 2001/02: Zalaegerszegi TE (1)
- 2002/03: MTK Budapešť (22)
- 2003/04: Ferencvárosi TC (28)
- 2004/05: Debreceni VSC (1)
- 2005/06: Debreceni VSC (2)
- 2006/07: Debreceni VSC (3)
- 2007/08: MTK Budapešť (23)
- 2008/09: Debreceni VSC (4)
- 2009/10: Debreceni VSC (5)
- 2010/11: Fehérvár FC (1)
- 2011/12: Debreceni VSC (6)
- 2012/13: Győri ETO FC (4)
- 2013/14: Debreceni VSC (7)
- 2014/15: Fehérvár FC (2)
- 2015/16: Ferencvárosi TC (29)
- 2016/17: Budapešť Honvéd FC (14)
- 2017/18: Fehérvár FC (3)
- 2018/19: Ferencvárosi TC (30)
- 2019/20: Ferencvárosi TC (31)
- 2020/21: Ferencvárosi TC (32)
- 2021/22: Ferencvárosi TC (33)
- 2022/23: Ferencvárosi TC (34)
- 2023/24: Ferencvárosi TC (35)
- 2024/25: Ferencvárosi TC (36)